# طاهر يحيى
طاهر يحيى محمد عكيلي العنزي (1913 - 19 مايو 1986 ) رئيس وزراء العراق لفترتين إبان حقبة الستينيات من القرن العشرين في عهدي الأخوين الرئيس عبد السلام عارف والرئيس عبد الرحمن عارف ونائبا لرئيس الوزراء في حكومة عبد الرحمن عارف عام 1967 ، كان ضابطا عراقيا عضوا في اللجنة العليا لتنظيم الضباط الأحرار وعددهم 15 ضابطا، وكان برتبة عقيد متقاعد ) عندما قام بالتعاون مع «جبهة الاتحاد الوطني» بثورة 14 تموز 1958 وإسقاط النظام الملكي وتأسيس جمهورية العراق . وقد عين يوم الثورة مباشرة وبموجب المرسوم الجمهوري رقم (5 ) مديرا للشرطة العام . وشغل لاحقا منصب رئيس أركان الجيش العراقي بعد حركة 8 شباط 1963.

## ولادته ونشأته
طاهر يحيى محمد عكيلي الدهامشي وهو من عشيرة الدهامشة إحدى فروع قبيلة عنزة ، ولد سنة 1913 في مدينة تكريت فلقب بالتكريتي . أكمل دراسته الابتدائية فيها، أما دراسته المتوسطة فأتمها في بغداد. عين في بدء حياته معلماً ، ثم ترك التعليم ودرس في الكلية العسكرية العراقية ببغداد وتخرج فيها - شأنه شأن كثير من المعلمين الذين سهلت لهم الحكومة الدخول في سلك الجيش آنذاك- .
كانت تسكن عائلته في جانب الكرخ من بغداد وتنحدر في أصلها من تكريت، وقد تزوج من السيدة أمينة رشيد نعمان ورزق منها بأبناء حرص على تنشئتهم نشأة صالحة.

## مساهمته في ثورة 14 تموز 1958

زعيما الحركة قاسم وعارف

شارك عام 1948 في حرب فلسطين ، كان برتبة عقيد متقاعد عضواً في اللجنة العليا لتنظيم الضباط الأحرار الذي تولى بالتعاون مع «جبهة الاتحاد الوطني» القيام بثورة 14 تموز 1958 وإسقاط النظام الملكي وتأسيس الجمهورية العراقية . وقد عيّن يوم الثورة مباشرةً وبموجب المرسوم الجمهوري رقم (5 ) مديراً للشرطة العام . لكنه اُتّهِم بعد ثورة تموز 1958 نتيجة للصراع بين عبد الكريم قاسم وعبد السلام عارف - الذي نشب بعد الثورة - بعدم إخلاصه للزعيم عبد الكريم قاسم رئيس الوزراء والقائد العام للقوات المسلحة، وميله إلى العقيد الركن عبد السلام محمد عارف نائب القائد العام ووزير الداخلية باعتباره مسؤولاً أمامه، لذلك نُحّي من منصبه كمدير للشرطة العام، وصدر المرسوم الجمهوري رقم 594 في 23 كانون الأول - ديسمبر سنة 1958 بإعادته إلى الخدمة في الجيش اعتبارا من 7 كانون الأول - ديسمبر 1958 وأسند منصبه إلى العقيد ناظم رشيد حلمي .

## حركة 8 شباط 1963
كان لطاهر يحيى دوره في إسقاط نظام حكم الزعيم عبد الكريم قاسم في 8 شباط - فبراير سنة 1963 وذلك من خلال التعاون مع عدد من زملائه في السيطرة على معسكر الرشيد ببغداد .. وقد عُيّن رئيسا لأركان الجيش كما عين عضواً في «المجلس الوطني لقيادة الثورة» بعد ثلاثة أيام على قيام الحركة المسلحة هو وأنور عبد القادر الحديثي وذلك تثمينا لجهودهما في السيطرة على معسكر الرشيد صباح يوم الحركة .
وقد ساهم يحيى في انقلاب 8 شباط 1963 باحتلال معسكر الرشيد حيث احتلت المعسكر ثلاث دبابات كان فيها يحيى والمقدم أنور عبد القادر الحديثي والمقدم رشيد مصلح التكريتي والملازم عدنان خير الله التكريتي وآخرون..
وبعد أن أعدم الانقلابيون عبد الكريم قاسم في مقر دار الإذاعة العراقية في الصالحية ظهر طاهر يحيى يوم 9 شباط 1963 مدعيا أن الزعيم عبد الكريم قاسم اتصل به هاتفيا لمعرفة مطالب الانقلابيين فكان ردي عليه ((أننا غير مستعدين للتفاوض ويجب عليك ان تستسلم من دون قيد أو شرط وإننا نريد رأسك)).
لكن يونس الطائي (رئيس تحرير جريدة الثورة) ومن أنصار الزعيم قاسم والذي حاول إجراء تفاوض مع الانقلابيين، يرى انه من المستحيل أن يجرؤ على التحدث مع الزعيم قاسم هاتفيا أو مباشرة، لأن يحيى درس في الكلية العسكرية تحت إمرة الزعيم قاسم وقضى حياته المهنية كضابط وتلميذ ومريد له وعضوا في منظمته للضباط الأحرار ولا يمتلك القدرة على التحدث مع قاسم بذلك الأسلوب، لكن يأتي مثل هذا الكلام بعد إسدال الستارة وغياب عبد الكريم قاسم نهائيا.
وخلال حكم البعث الأول (شباط 1963 – تشرين الثاني 1963) عقد هذا الحزب مؤتمره القطري في 11 نوفمبر 1963، وفي بداية المؤتمر اندفع إلى قاعة الاجتماعات عشرات الجنود والضباط المدججين بالسلاح يتقدمهم المقدم محمد حسين المهداوي وسيطروا على المؤتمر، وأشار المهداوي إلى يحيى ان يصعد إلى المنصة ويترأس المؤتمر فضجت القاعة بالاجتماع والصياح والشتائم، المهم فرض يحيى رئيسا للقيادة القطرية لكن ذلك لم يستمر سوى خمسة أيام.

## رئاسته للوزارة

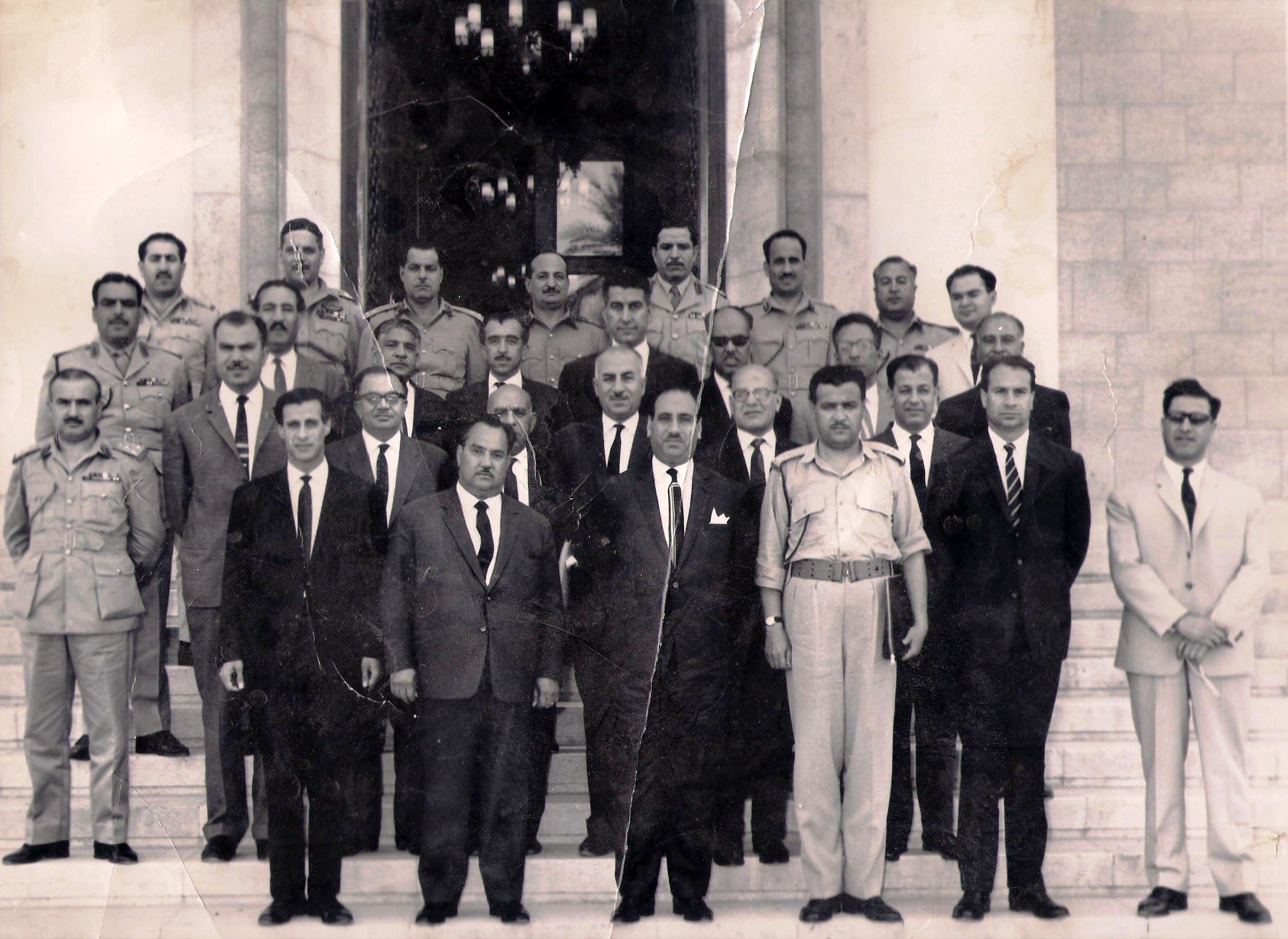
رئيس الوزراء طاهر يحيى بجانب الرئيس عبد السلام عارف مع بعض الشخصيات السياسية في العراق وكبار ضباط الجيش العراقي و يبدو عبد الرحمن عارف واقفاً في الصف الخلفي

### الفترة الأولى
ساهم السيد طاهر يحيى بدور أساسي في حركة 18 تشرين الثاني 1963 التي قادها عبد السلام عارف وأزاح حزب البعث عن السلطة . ولدوره البارز في طرد الحرس القومي وحزب البعث من السلطة كافأه عبد السلام عارف بأن كلفه بتشكيل الوزارة، فشكل وزارته الأولى ، وقد توالت مدة تولي طاهر يحيى وزاراته الأولى والثانية والثالثة في الفترة التي استمر فيها طاهر يحيى في منصب رئاسة الوزارة للفترة من 18 تشرين الثاني 1963 إلى 3 أيلول 1965.
ويقول أحمد الحبوبي في كتابه (أشخاص كما عرفتهم) : "كان لابد أن يتولى يحيى رئاسة الوزارة بعد 18 نوفمبر/ تشرين الثاني 1963 فهو الأقرب إلى قلب وفكر عبد السلام محمد عارف فمسيرتهما العسكرية والسياسية تكاد تكون متشابهة، وقد نجح يحيى في ان يحوز ثقة عبد السلام محمد عارف، كما لم تكن عسكرية يحيى صارمة وكان يحاول ان يرضي الجميع: رئيس الجمهورية وحاشيته ووزراءه والضباط والأصدقاء لكنه لم يستطع، وأراد ان يحتفظ بمنصب رئيس الوزراء لاطول فترة ممكنة لكنه اخفق في ذلك
شكل السيد طاهر يحيى وزارته الثانية مباشرة . وقد استمرت الوزارة حتى قدّم الوزراء الناصريون استقالتهم الجماعية من حكومة طاهر يحيى في 10 تموز - يوليو 1965 نتيجة اعتراضاتهم على رئيس الجمهورية عبد السلام عارف وهؤلاء الوزراء هم:
1. المقدم صبحي عبد الحميد - وزير الداخلية
2. العميد عبد الكريم فرحان - وزير الإرشاد
3. الدكتور أديب الجادر - وزير الصناعة
4. الدكتور عزيز الحافظ - وزير الاقتصاد
5. عبد الستار علي الحسين - وزير العدل
6. فؤاد الركابي - وزير الشؤون القروية

لم تفلح مساعي السيد طاهر يحيى في التوفيق بين الضباط ومطالبهم وبين الوزراء لذا قدمت وزارته الثانية استقالتها إلى الرئيس عبد السلام محمد عارف في 3 سبتمبر - أيلول 1965 .
إثر ذلك شكلت وزارة عارف عبد الرزاق ثم شكل الدكتور عبد الرحمن البزاز وزارته الأولى وهو أول مدني يشكل الوزارة في العهد الجمهوري، ظلت حكومة البزاز في الحكم حتى وفاة الرئيس عبد السلام عارف وتولي شقيقه الرئيس عبد الرحمن عارف الحكم فكلفه بتشكيل وزارته الثانية .

### الفترة الثانية: وزارته الرابعة
بعد انتكاسة الخامس من حزيران 1967 إثر العدوان الإسرائيلي على الدول العربية، يبدو ان الرئيس عبد الرحمن عارف وجد أن الأوضاع الجديدة تتطلب حكومة يرأسها عسكري فكلف السيد طاهر يحيى بتشكيل الحكومة فشكل طاهر يحيى وزارته الرابعة بتاريخ 10 تموز 1967 وهي الوزارة الثانية عشر منذ ثورة 14 تموز 1958 والوزارة الحادية والسبعون منذ تشكيل الدولة العراقية الحديثة. ولم يشترك في هذه الحكومة ممثلون عن الحركة الكردية بل شارك فيها مصلح النقشبندي وهو كردي مستقل، وقد صرح السيد مصطفى البارزاني في اليوم الثاني لتشكيل هذه الحكومة قائلا: (ان الوزارة لا تمثل الأكراد، وانها وليدة ظروف غير ديمقراطية) كما طالب البارزاني بضرورة إحياء المؤسسات الاقتصادية خدمة للعراق والتعايش الكردي العربي)، وأضاف البارزاني: (لقد علمتنا التجارب المريرة ان الحكم الذي لا ينبثق من صفوف الشعب، والذي لا يولد طبيعيا يبقى متخبطا في مسيرته بعيدا عن التخطيط والرقابة الشعبية، لذلك تستفحل الأزمات في ظل، والحل الوحيد للخروج من الأزمات المستحكمة هو تأليف حكومة وطنية تضم مختلف فئات الشعب واتجاهاته..
حاول السيد طاهر يحيى الحوار مع القوى السياسية المعارضة من بعثيين وشيوعيين والقوى القومية الأخرى والكرد لكن العقبة التي واجهت يحيى ان الجميع يرفضون الحوار والجلوس معه على طاولة النقاش، فيما كان الانقلابيون يعملون في الخفاء وهكذا قام انقلاب 17 تموز 1968 وسقطت حقبة الرئيسين عارف وعاد البعث العدو اللدود لهما إلى السلطة وتشكلت حكومة عبد الرزاق النايف.

## سياساته الحكومية

### قراراته الاشتراكية
في الرابع عشر من يوليو- تموز 1964 قام بتأميم البنوك والمصارف التجارية العراقية، كما أصدر قانون المؤسسة الاقتصادية العراقية، والتي تضم المنشآت والمؤسسات العامة والشركات التابعة لها، وكان السيد طاهر يحيى يرى في هذه القرارات بداية التحول الوحدوي الاشتراكي، لأنه كان على علاقة متينة جدا مع الرئيس جمال عبد الناصر، اذ كان الفريق طاهر يحيى من المعجبين بالسياسة الاقتصادية لجمال عبد الناصر.
وأخذ على عاتقه تاسيس الشركات الحكومية والمساهمة المختلطة لكنه كان قلقاً جداً من عدم مشاركة القطاع الخاص في الشركات المساهمة المختلطة فنصحه جمال عبد الناصر بان يبادر رئيس الوزراء طاهر يحيى بشراء بعض الاسهم في بداية طرحها كما كان يفعل جمال عبد الناصر في الشركات والمصانع التي أسسها في مصر لكي يشجع الشركات الخاصة واصحاب رؤوس المال بشراء الاسهم وفعلا قام بشراء بعض الاسهم في بعض الشركات وقد نجحت هذه الخطوة في تشجيع الشركات الخاصة على شراء الاسهم والاستثمار في الشركات الحكومية.
اغاظت هذه الخطوات الاقتصادية لطاهر يحيى كثيرا من محتكري السوق واصحاب رؤوس الاموال فاخذوا يكيلون له الاتهامات لكنه لم يكن يبالي بها.

### المشكلة الكردية
عملت حكومة السيد طاهر يحيى على حل المشكلة الكردية على أساس اللامركزية وبدأت مباحثات بين الطرفين وجرى وقف إطلاق النار وإطلاق سراح المعتقلين الكرد وقدمت الحكومة مذكرة قدمها السيد صبحي عبد الحميد وزير الداخلية إلى القيادة المركزية اثناء زيارته كركوك في 7 فبراير 1965 تكونت من 12 بندا، وكان الملا مصطفى البارزاني قد بعث برسالة إلى حكومة طاهر يحيى يقضي باضافة وزارة باسم وزارة الشؤون الكردية ترتبط بها المحافظات الشمالية من كافة الوجوه ويناط بها الإشراف على القضايا الادارية والثقافية في المنطقة الكردية بدلاً من وزارة إعمار الشمال، رفض يحيى هذا الاقتراح وقال:-
(هذا يعني استقلال ذاتي مبطن)). وظلت المسألة الكردية على حالها (لا حرب ولا سلم) حتى تشكيل وزارة يحيى الثالثة، وفي اليوم الثاني لتشكيلها انتقد ملا مصطفى البارزاني هذه الوزارة في تصريح نشرته جريدة التآخي في 12 يوليو 1967 جاء فيه: (ان الوزارة لا تمثل الأكراد وانها وليدة ظروف غير ديمقراطية) كما طالب البارزاني بضرورة إحياء المؤسسات الاقتصادية خدمة للعراق والتعايش الكردي العربي، وأضاف البارزاني :-
(إنني أعتقد أن أزمة صفوف الشعب العراقي، وأزمة الحكومة ليست وليدة اليوم وإنما هي في الحقيقة نتيجة عوامل متعددة يأتي انعدام الحكم الديمقراطي في البلاد وإطالة فترة الانتقال وانعزال الحكم عن الشعب وعدم قدرته على التعامل معه، لأن تشكيل الحكومات المتعاقبة لم يكن طبيعيا أو مستندا على قاعدة شعبية ولا انبثقت عن إرادة الشعب ورغبته عن طريق نظام حكم برلماني صحيح) .. ودافع البارزاني عن بيان 29 يونيو - حزيران 1966 الذي أعلنته حكومة عبد الرحمن البزاز وأكد التزام الحكومة به أكثر من سنة وشهر حتى ظهور تكتل للقوى العسكرية والمدنية ذوي التوجهات القومية والمستقلين يطالبون بضرورة إقامة حكومة ائتلافية تشارك بها القوى كافة لحل مشاكل الشعب العراقي.
لم تستطع حكومة السيد طاهر يحيى الأولى، إيجاد حل مناسب للقضية الكردية لذا قدمت استقالتها في 14 نوفمبر 1964.

## اتهامات
وقد وجه بعض الضباط المستقلين إلى الرئيس عبد الرحمن عارف اثر توقيع الاتفاقية مع شركة ايراب الفرنسية بعد انتشار اللغط عليها إنذارا شديدا بضرورة اعفاء طاهر يحيى من منصبه كرئيس للوزراء ومحاكمة الوزراء اديب الجادر وعبد الستار علي الحسين وعبد الكريم فرحان وخير الدين حسيب وآخرين بلغ عددهم 22 مسؤولا بتهمة الإثراء غير المشروع على حساب الشعب العراقي بالإضافة إلى تشويه سمعة الحكم في العراق، فقد قبض هؤلاء، وفق رواية هؤلاء الضباط ستة ملايين دينار حوالي ((18 مليون دولار أميركي)) رشوات وعمولات لقاء دفع الفريق يحيى على الموافقة على العقد مع شركة ايراب، فأجابهم عارف يستحق الموضوع التحقيق والعقاب، لكن عارف لم يقم بأي إجراء يذكر.
وبعد انقلاب تموز 1968 واعتقال طاهر يحيى اعتقل عبد الواحد زكي المدير المفوض لشركة الكوكا كولا في بغداد وجرى تعذيبه حتى الموت بهدف الاعتراف بانه رشا يحيى من أجل تمشية معاملات شركة الكوكا كولا لكن الرجل لم يعترف.
ويقول عبد الكريم فرحان انه اثناء التحقيق معه خلال اعتقاله بعد الانقلاب بصفته عضو اللجنة العليا للتموين ان الحكومة ارجأت إغلاق معمل الكوكا كولا وموضوع رشوة يحيى دعاية مغرضة لا أساس لها.. وعن امتلاك يحيى أسهما كثيرة في الشركة.. قلت حتى الرئيس عبد السلام عارف يملك أسهما فلماذا يحيى، وأضاف عبد الكريم فرحان: أن بوسع أي شخص أن يشتري أسهم أية شركة مساهمة تعرض اسمها في السوق.

## نهاية المطاف

### الاعتقال
ما ان قام انقلاب تموز 1968 حتى طوقت ثلة من الجنود والمدرعات منزل السيد طاهر يحيى في حي المنصور ببغداد فاستسلم حرسه الخاص، واعتقل ونقل إلى وزارة الدفاع ثم إلى سجن رقم واحد في معسكر الرشيد. ويتحدث الحبوبي عن ظروف اعتقال السيد يحيى فيقول: اعتقل يحيى في معتقل الفضيلية في بغداد وضيق عليه في المعتقل وعومل معاملة سيئة وكان معه في المعتقل مجموعة كبيرة من السياسيين ومن اتجاهات مختلفة منهم (محمد صديق شنشل وعبد الكريم فرحان وخير الله حسيب وأديب الجادر ومالك دوهان الحسن وشامل السامرائي وآخرين) ، ويضيف الحبوبي في كتابه فضلا عن رحيم الكبيسي، الذي كان معتقلا مع طاهر يحيى قوله:
((إن طاهر يحيى غضب غضبا شديداً عندما بلغه ان اسرته تتوسط له لدى أحمد حسن البكر فمنعها من الاتصال بالبكر في ذلك، كما ذكر الكبيسي ان يحيى ذكر له نبوءة عبد السلام عارف من انه سيأتي يوم يعتقلهم البكر، وذلك عندما ذهب يحيى وبعض الضباط للتوسط إلى عبد السلام عارف من أجل إطلاق سراح أحمد حسن البكر عندما اعتقل بعد فشل المحاولة الانقلابية الثانية للبعث في 5 سبتمبر 1964 ، ويقول طاهر يحيى: وفعلا تحققت نبوءة عارف وها هو البكر يعتقلنا.
ويضيف مرافقه الشخصي ان الفريق طاهر يحيى عند اعتقاله وايداعه السجن تعرض له بعض السجناء الشيوعيين والقاسميين واعتدوا عليه بالكلام لأنه اعتقلهم وحكم على بعضهم بالسجن فكان رده عليهم بكل ثقة وصلابه ويقول لهم ( انتم مجرمين وقتلة، قتلتم الناس وسحلتم العباد في كركوك والموصل وبغداد ، والقضاء الذي حكم عليكم ولست انا، ولو كان الحكم لي لكنت حكمت عليكم بالإعدام مئة مرة، والآن جاءكم الذين لا يرحمون والذين لا يعرفون لا الله ولا قانونا - يقصد البعثيين- وخلي نشوف ايش راح يسوون بكم ). وفعلا تأكد ما قال طاهر يحيى فقد قام البعثيون باعدام الشيوعيين والقاسميين وكل من يخالفهم الراي فعلق طاهر يحيى بعد حملة اعدام الشيوعيين والقاسميين فقال: (الشيوعيون اغبياء يظنون أن البعثيين سوف ينقذوهم، والمفروض أنهم يحاكمون مرتين مرة بتهمة القتل والسحل ومرة أخرى بتهمة الغباء السياسي !! ثم ضحك طويلا)

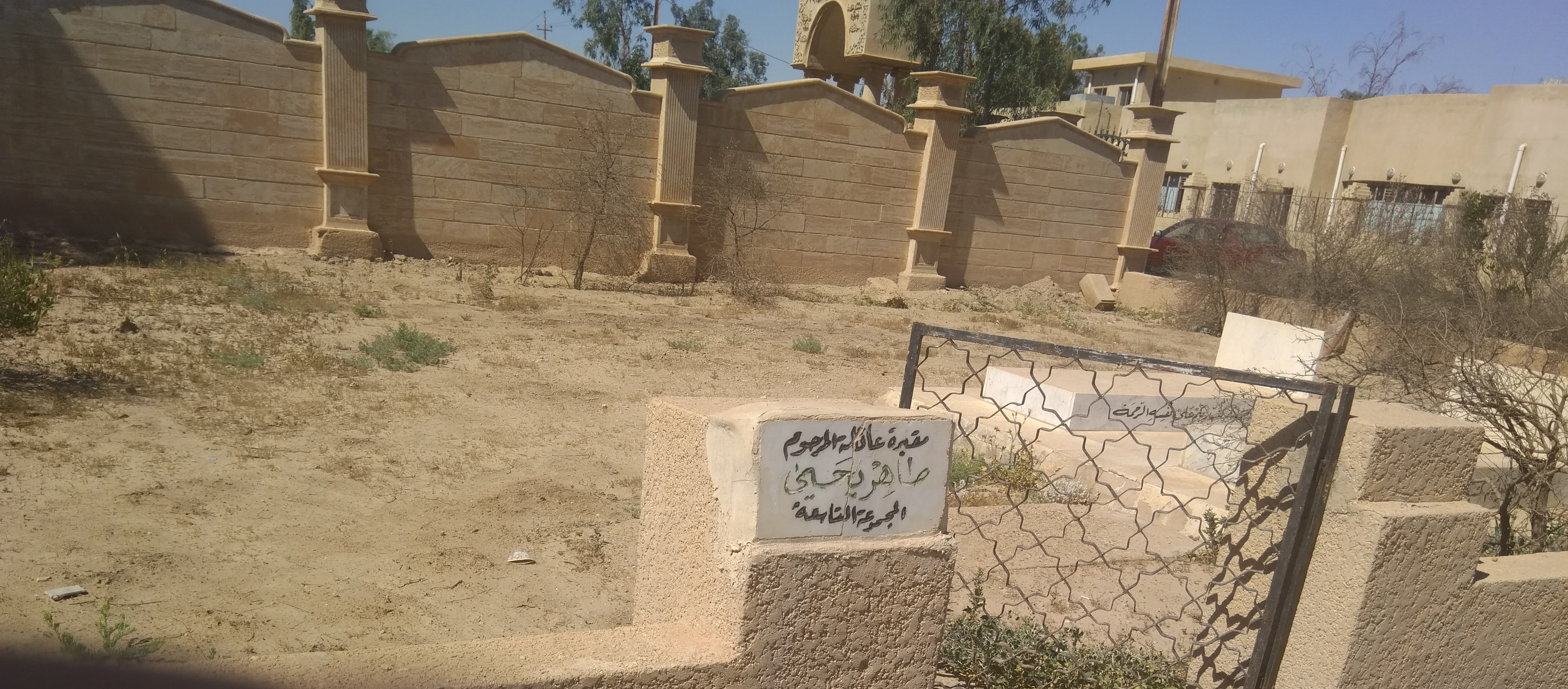
مقبرة عائلة طاهر يحيى في مقبرة الكرخ.

### إطلاق سراحه ثم وفاته
أطلق سراحه بعد سنوات من التحقيق ولم تثبت على طاهر يحيى أي تهمة، حتى أن أحد المقربين من أحمد حسن البكر يقول: (( والله لو أجد دينارا واحدا قد سرقه طاهر يحيى لأعدمناه مباشرة)). وقد أثبتت الأعوام فيما بعد، براءته من كل التهم والشائعات التي اطلقت ضده بعد ان تسلم السلطة حزب البعث في ثورة تموز 1968، ولقد اعتكف بداره تحت الإقامة الجبرية حتى توفى يوم 19 أيار 1986 ودفن في مدينة تكريت.